# Römerturm (Regensburg)

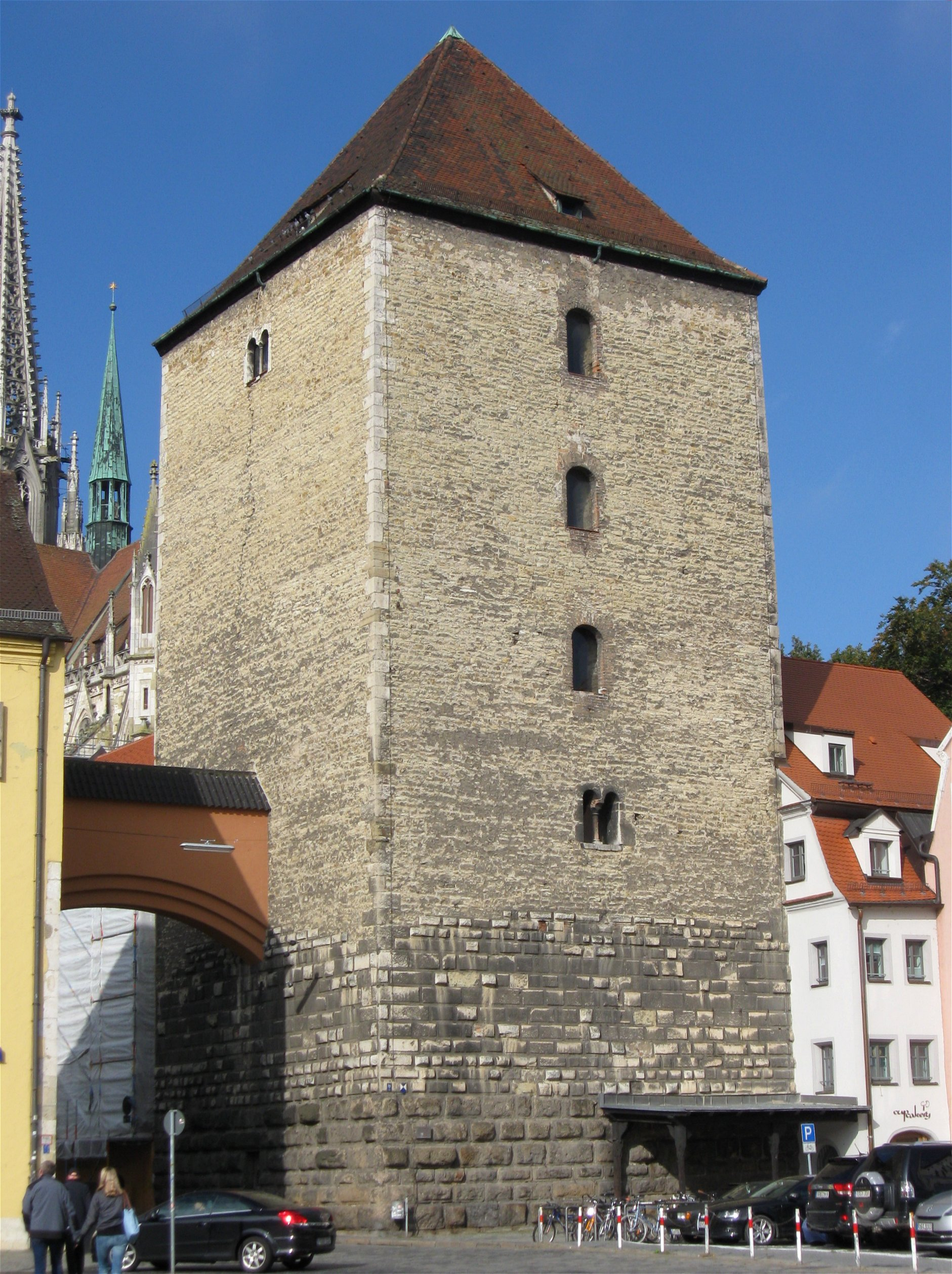
Römerturm, Ansicht von Ost

Der Römerturm (auch seltener „Heidenturm“ genannt) in der Altstadt von Regensburg beherrscht mit seiner massigen Blockgestalt das Stadtbild am Alten Kornmarkt. Der romanische Wohnturm gehörte zur herzoglichen Pfalz und war mit dem südlich benachbarten Herzogshof durch einen begehbaren Schwibbogen verbunden, der 1855 abgetragen und 1937/40 in einfacher Form wieder angebracht wurde.
Der 28 Meter hohe frühere Wohn- und Wehrturm der Pfalz mit einer Kantenlänge von 14 mal 14 Meter hat sieben Geschosse mit zwei Bereichen. Die unteren drei Geschosse mit Wandstärken von mehr als 4 Metern haben ein dreischaliges Mauerwerk: eine äußere Schale aus großen Buckelquadern, eine innere Schale mit gut gesetzten Handquadern sowie einen Zwischenraum, aufgefüllt mit Bruchsteinmauerwerk. Das urtümliche Aussehen dieses älteren, aber bisher nicht genau datierbaren Sockels gab dem Turm seinen Namen. Der untere Sockel des Turmes stammt aus nachkarolingischer bis stauferischer Zeit und besteht aus großen Buckelquadern, wobei vermutlich auch Steine der römischen Befestigungen verwendet wurden.
Über dem Sockel finden sich vier Geschosse mit schlichtem Bruchsteinmauerwerk des 14. Jahrhunderts in Eckverquaderung und mit Wandstärken von wenig mehr als einem Meter. In diesem Bereich finden sich auch zwei Feuerstätten. Die eine Feuerstätte liegt im Nordosteck des vierten Geschosses unterhalb eines Betonfußbodens, der 1944 entstand, als über dem dritten Geschoss eine Bunkerdecke eingezogen wurde, wodurch die Raumhöhe halbiert wurde. Im vierten Geschoss befanden sich auch die beiden ursprünglich einzigen Zugänge zum Turm, von denen einer im Süden über eine Holzbrücke zum Herzogshof führte, der andere im Norden zu einem dort angrenzenden Bau. Die heute vorhandene Tür auf Straßenniveau an der Südseite wurde erst im 19. Jahrhundert ausgebrochen.
Die zweite Feuerstätte findet sich im Nordosteck des siebten Geschosses, das mit schmalen Mauern und drei rundbogigen Öffnungen der größte und hellste Raum des Turmes ist. Die hier auch vorhandenen Doppelarkadenfenster verhalfen zur kunsthistorischen Datierung dieses Turmbereichs auf das erste Viertel des 13. Jahrhunderts. Beide Feuerstätten sind durch einen 20 Meter hohen Kamin verbunden, der nur teilweise in die Wand eingebunden ist, ansonsten jedoch in einem vorspringenden Mauermantel verläuft. Fehlende Rußspuren weisen darauf hin, dass der Kamin seit 445 Jahren nicht mehr genutzt wurde. Mithilfe einiger im Kamin aufgefundener Schalbrettern kann man die hochmittelalterliche Bautechnik des Kamins ohne Gerüst und Kräne erklären.
Wie die vorhandenen Fenster, die Feuerstätten und der Kaminmantel im Innern des Turmes nahelegen, war der Turm früher bewohnbar und über die Einstiege auf 9 Meter Höhe zu begehen. Er könnte in der Zeit der Karolinger als Zufluchtsort, aber auch als Schatzkammer, Münzstätte oder Archiv genutzt worden sein. Der Turm trug anstatt des heutigen Pyramidendaches ursprünglich einen Zinnenkranz. An der mittleren Mauerzone sind große Steinmetzzeichen zu sehen, darunter auf der Südseite mehrere Mühle-Spielfelder. Im Bereich des Bruchsteinmauerwerks ist der Turm noch 1,6 Meter stark und nimmt mit jedem Stockwerk um 10 cm ab.
In der Zeit des Zweiten Weltkriegs wurde im Inneren des Turmes eine zwei Meter starke Stahlbeton-Zwischendecke eingezogen, um im Turm die Glasfenster des Regensburger Domes einlagern und so vor Bomben schützen zu können.
Ob der Römerturm eine Beziehung zu dem 200 Meter weiter südlich stehenden Campanile der Stiftskirche zur Alten Kapelle hat, ist unklar.